# Bompani
Bompani è un'azienda italiana di elettrodomestici di alta gamma prodotti con il marchio Bompani. La sede è a Modena.

## Storia
L'azienda viene fondata nel 1954 a Modena con la denominazione Smalteria Metallurgica Ghirlandina da Renzo Bompani per la smaltatura per conto terzi, attività che dura fino al 1960, quando muta produzione con la costruzione di cucine economiche, sempre come terzista.
L'azienda, controllata dalla Fox Spa di Renzo Bompani e C. e chiamata Fox Bompani, cresce rapidamente in termini di fatturato e di mercato. Nel 1970 l'attività produttiva viene spostata in un nuovo stabilimento ad Ostellato, in provincia di Ferrara. La produzione viene gradualmente ampliata nel corso degli anni agli altri tipi di elettrodomestici. Da allora i prodotti sono commercializzati con il marchio proprio.
Nel 1997 l'azienda modenese acquisisce il controllo della tedesca Oranier e dei marchi ad essa associati e successivamente si espande incrementando la sua presenza nei mercati internazionali.
Nel 2009 la Fox Bompani si trova in difficoltà in seguito alla crisi economica e ai prezzi più bassi praticati dalla concorrenza. Nel 2010 conta 250 dipendenti e realizza un fatturato di 58 milioni di euro; produce nello stabilimento di Ostellato piani cottura e forni, mentre invece frigoriferi, lavatrici e lavastoviglie vengono prodotti da terzi (dal 2016 i frigoriferi, le lavatrici e le lavasciuga vengono prodotte da JP Industries, un'azienda con sede a Fabriano e un altro stabilimento a Nocera Umbra, che ha rilevato la Antonio Merloni, da cui già in passato Bompani si riforniva per la stessa tipologia di prodotti).
Nel 2012 l'azienda entra in regime di concordato in continuità aziendale, nel 2013 il controllo della Fox Bompani è rilevato da Enrico Vento tramite la società Urios. Nel tempo la produzione è convertita in prodotti dl alta gamma, nel 2016 la società ritorna all'equilibrio economico grazie anche alla legge regionale del 2014 della Regione Emilia-Romagna sulla riconversione delle Pmi del territorio, nel 2017 i ricavi raggiungono i 30 milioni di euro con l'export che incide per il 90%, in particolare nei mercati europeo, mediorientale, centroamericano, australiano e asiatico. Dal 2015 l'azienda ha effettuato una settantina di assunzioni. In collaborazione con le Università degli Studi di Modena e Reggio Emilia la Bompani sta sviluppando il "forno perfetto".